# Willy Rasmussen (oszczepnik)
Willy Lorang Rasmussen (ur. 3 grudnia 1937 w Kongsbergu, zm. 12 sierpnia 2018 w Asker) – norweski  lekkoatleta, specjalista rzutu oszczepem.
Zajął 12. miejsce w rzucie oszczepem na mistrzostwach Europy w 1958 w Sztokholmie. Na igrzyskach olimpijskich w 1960 w Rzymie zajął w tej konkurencji 5. miejsce, a na mistrzostwach Europy w 1962 w Belgradzie 9. miejsce. Odpadał w kwalifikacjach na igrzyskach olimpijskich w 1964 w Tokio i na mistrzostwach Europy w 1966 w Budapeszcie.
Zwyciężył w mistrzostwach nordyckich w 1961, a w 1965 zajął 2. miejsce.
Był mistrzem Norwegii w rzucie oszczepem w 1958, 1959, 1961 i 1965, wicemistrzem w 1957, 1960, 1962, 1964 i 1968 oraz brązowym medalistą w 1963 i 1967.
Jego rekord życiowy w rzucie oszczepem (starego typu) wynosił 84,18 m. Został ustanowiony 14 sierpnia 1961 w Oslo.